# Fuentes de Ropel
Fuentes de Ropel es un municipio y localidad española de la provincia de Zamora, en la comunidad autónoma de Castilla y León.
Se encuentra situado en la comarca de Benavente y Los Valles. De su casco urbano destaca la iglesia de San Pedro Apóstol, de la que llama especialmente la atención su torre de piedra, en el exterior, y el Cristo de las Indias o de los Cepeda, en el interior.
Parte de su término municipal se integra dentro de la ZEPA Penillanuras-Campos Sur.

## Ubicación
Fuentes de Ropel se encuentra situada en la comarca de Benavente y Los Valles, al noreste de la provincia de Zamora. Su acceso más rápido es por la autovía del Noroeste, tras tomar la salida 257 y continuar por la N-610 en dirección Palencia hasta llegar a Fuentes de Ropel. Cuenta con dos carreteras comarcales que une Fuentes de Ropel con Villafer y con Valderas, ambas de la provincia de León.

## Historia
Los primeros asentamientos de población en lo que hoy es el término municipal de Fuentes de Ropel se remontan a más de 2000 años. Dejando a un lado la era prehistórica, en la que hubo presencia desde el Neolítico, destaca el asentamiento de población de Morales, uno de los yacimientos arqueológicos más importantes de la época romana, y que pudo haber sido el asentamiento de la mansión romana Brigecio, como defienden algunos historiadores. La presencia del hombre de forma organizada en esta zona se cree que comenzó en el año 500 a. C. De esta época queda como herencia más importante la colección de piezas que se encuentra en el Museo de Zamora y un puente romano.

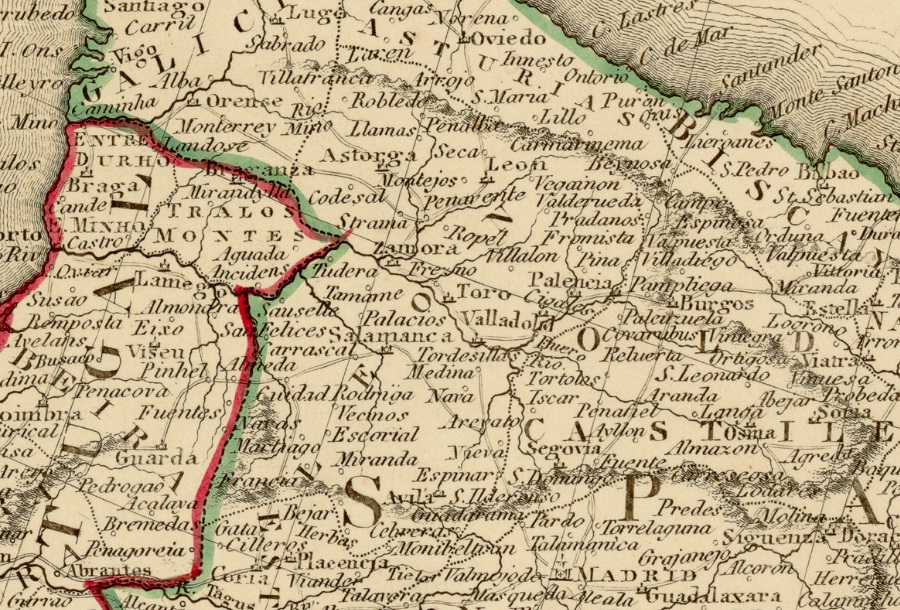
Detalle del mapa Part of Europe, publicado en 1841 por W. H. Lizars, en el que se puede observar Fuentes de Ropel transcrito como Ropel.

Tras la Reconquista de este territorio, aparece la que se considera como primera noticia de la existencia del asentamiento, un documento de los reyes leoneses, de fecha 14 de marzo de 1017, donde está citado como Barrio de Fontes. En esa época, concretamente el 2 de septiembre de 1038, se menciona como Fontes de Rauperio. En el siglo XII el nombre de la villa evoluciona hacia Fontes de Roper, adoptando su denominación actual en torno a los siglos XIV o XV. La razón de esta denominación hay que buscarla en la importante presencia de agua en el subsuelo, que hacía que fuese una zona de gran importancia estratégica en la vida medieval.
Durante la Edad Moderna, Fuentes de Ropel estuvo integrado en la provincia de León, tal y como recoge en el siglo XVIII Tomás López en Mapa geográfico de una parte de la Provincia de León. No obstante, al reestructurarse las provincias y crearse las actuales en 1833, Fuentes de Ropel pasó a formar parte de la provincia de Zamora, dentro de la Región Leonesa, la cual, como todas las regiones españolas de la época, carecía de competencias administrativas. Tras la constitución de 1978, Fuentes de Ropel pasó a formar parte en 1983 de la comunidad autónoma de Castilla y León, en tanto que municipio integrado en la provincia de Zamora.

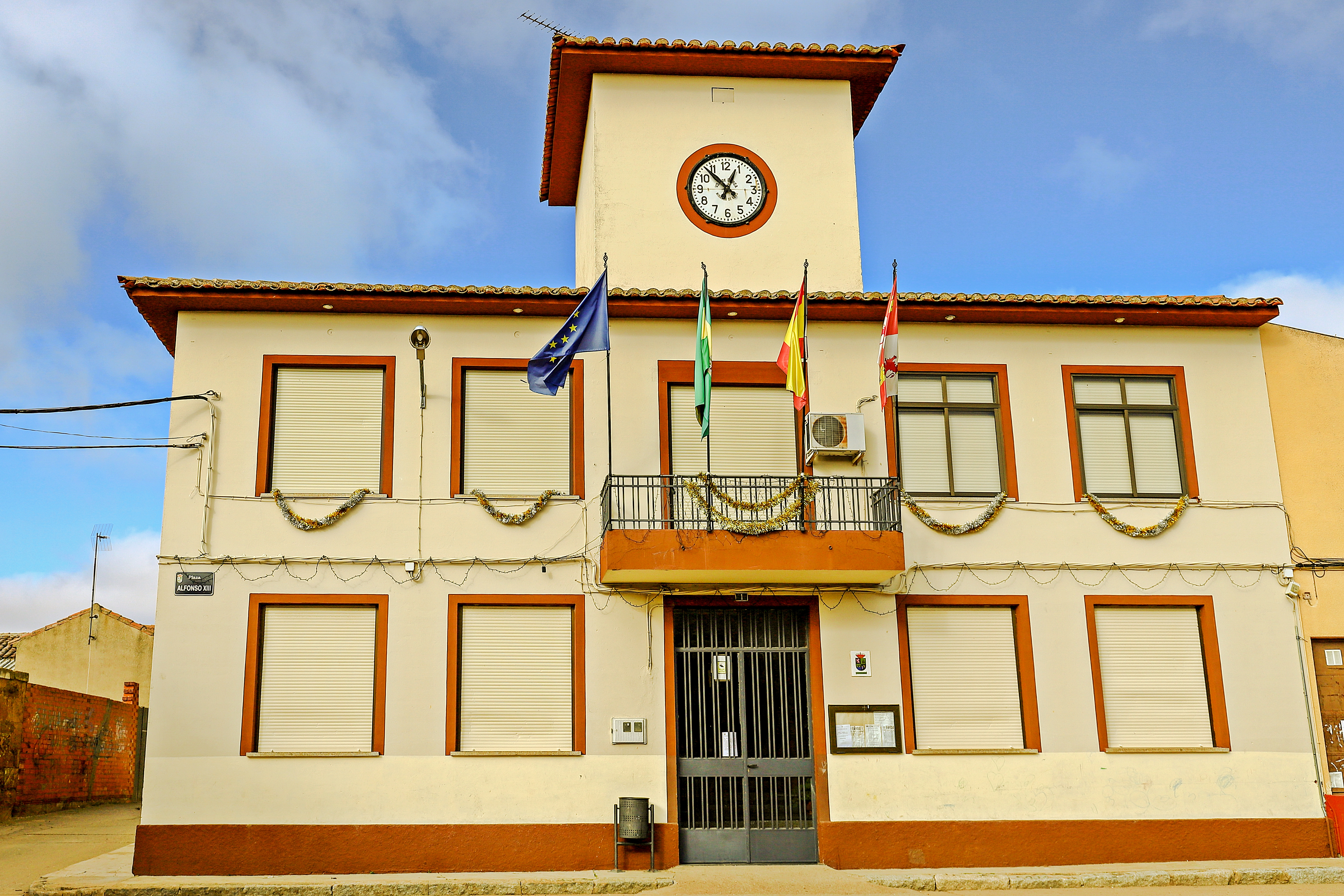
Ayuntamiento.

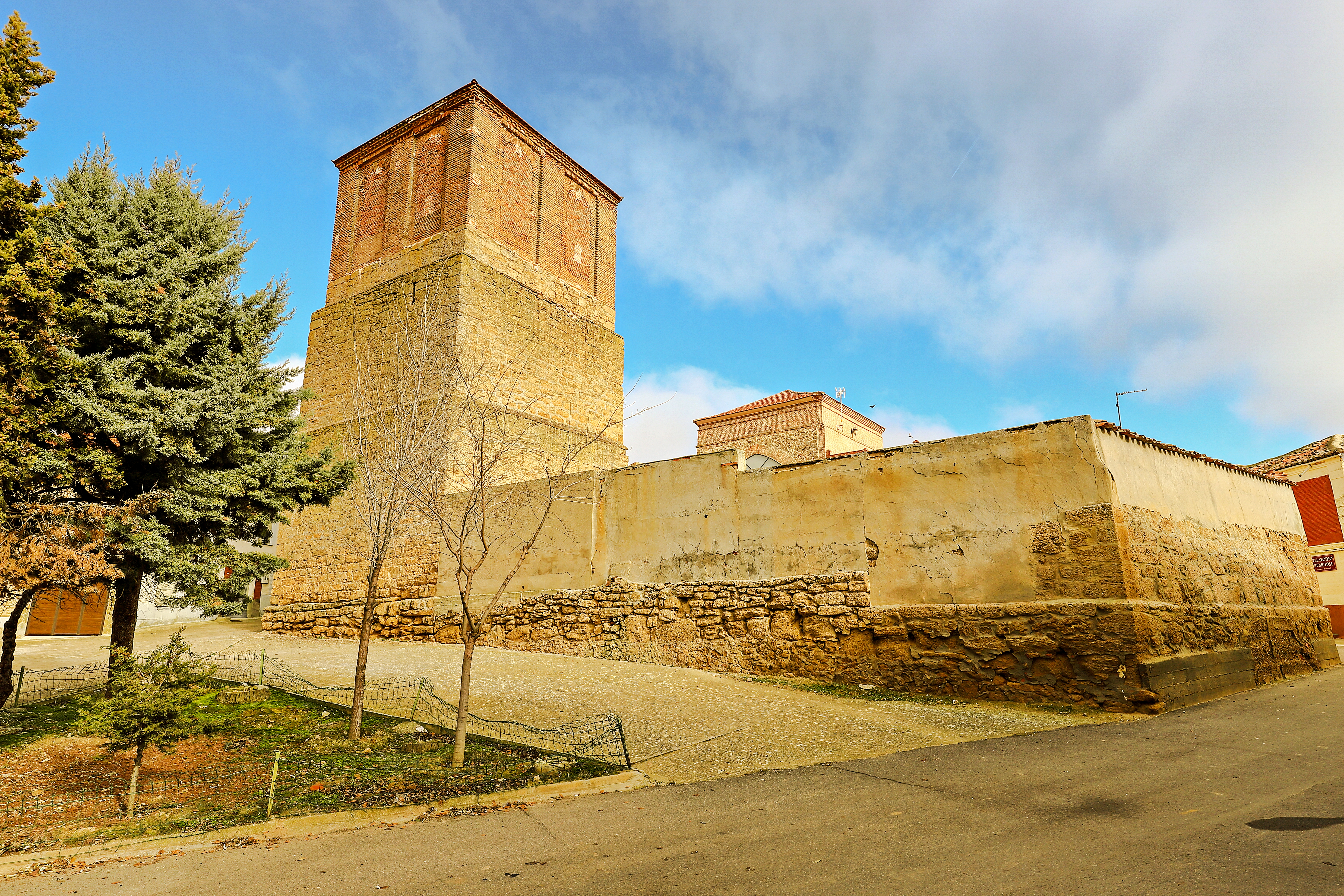
Iglesia de Santa María de Arbas.

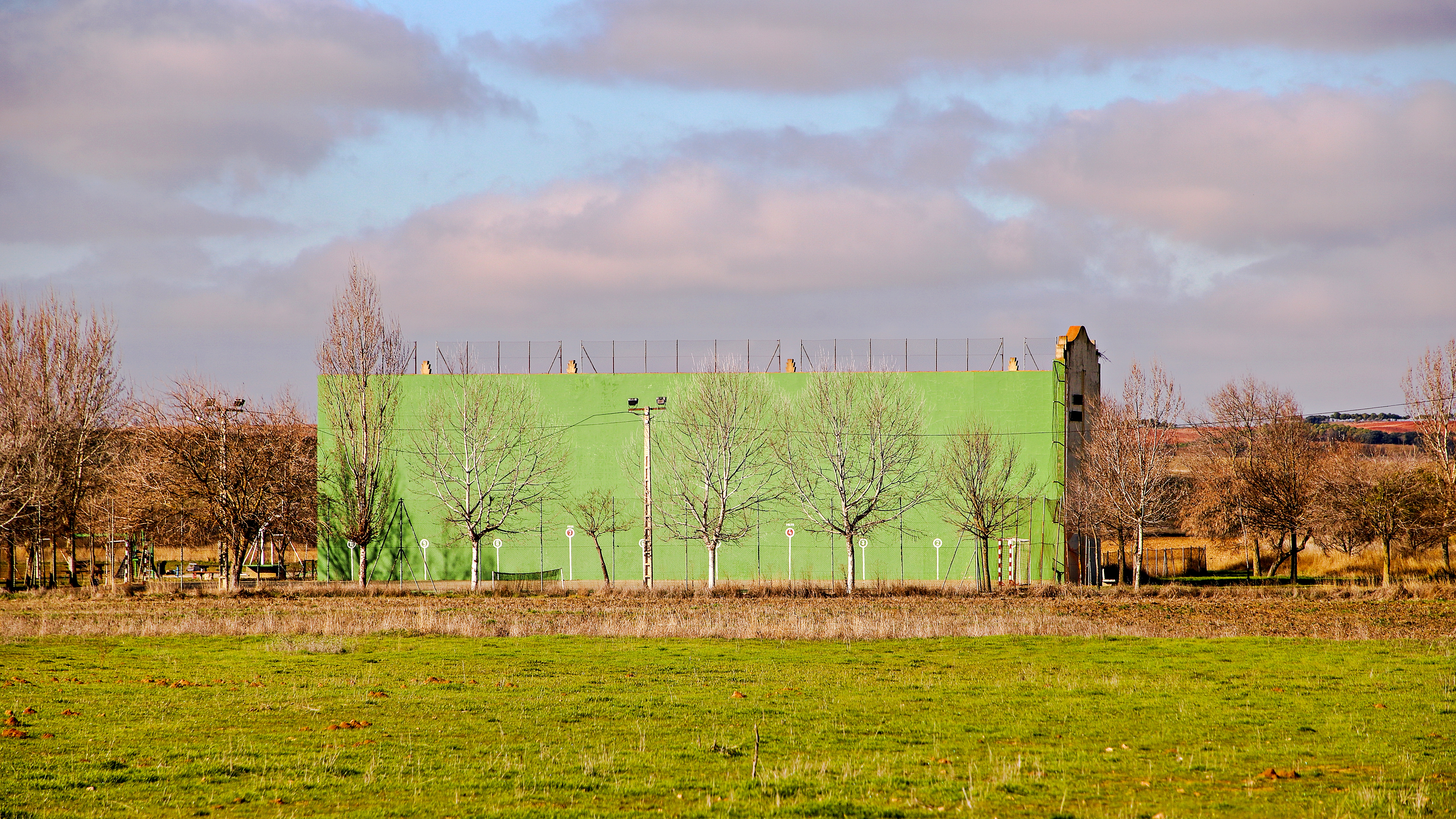
Frontón.

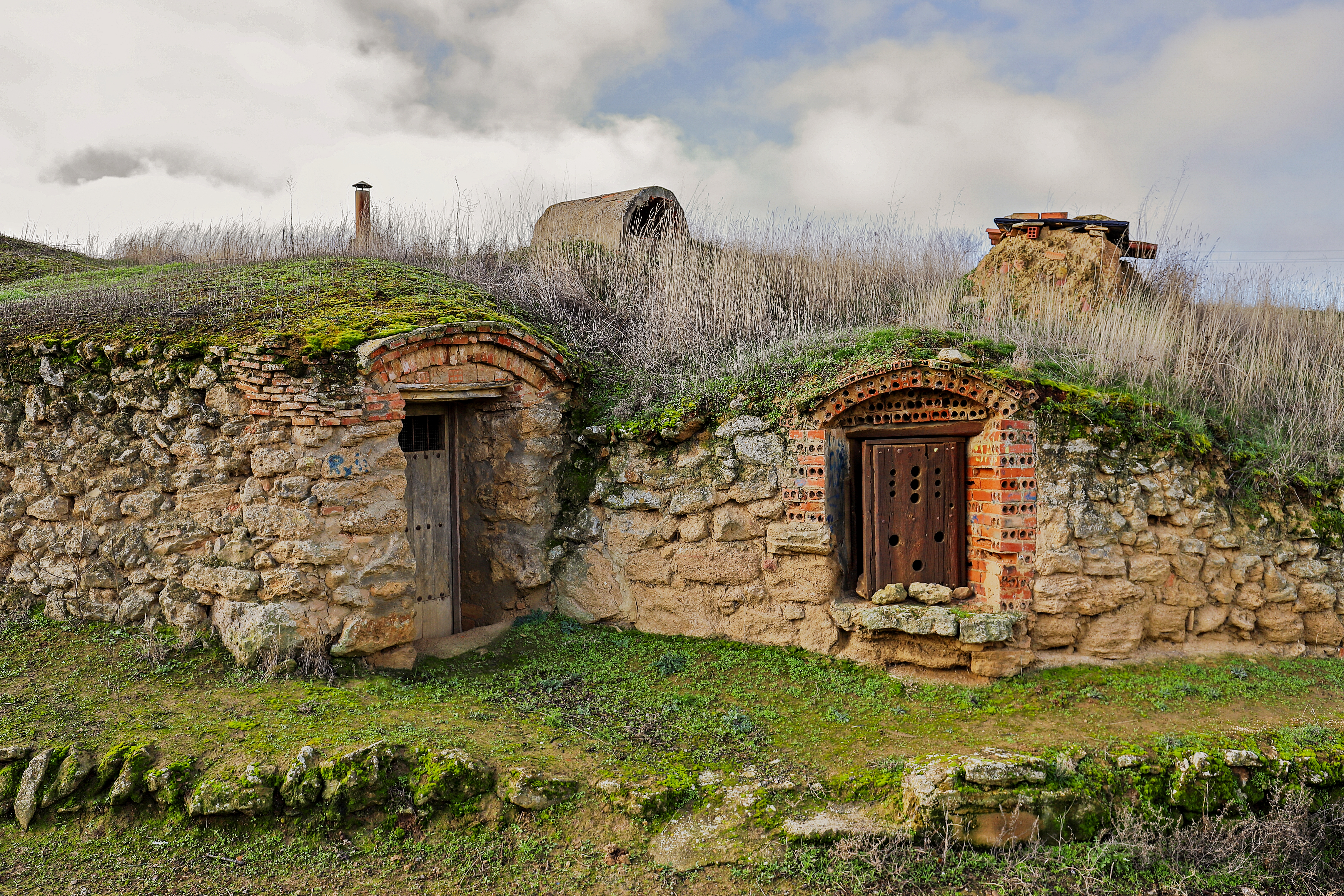
Bodegas.

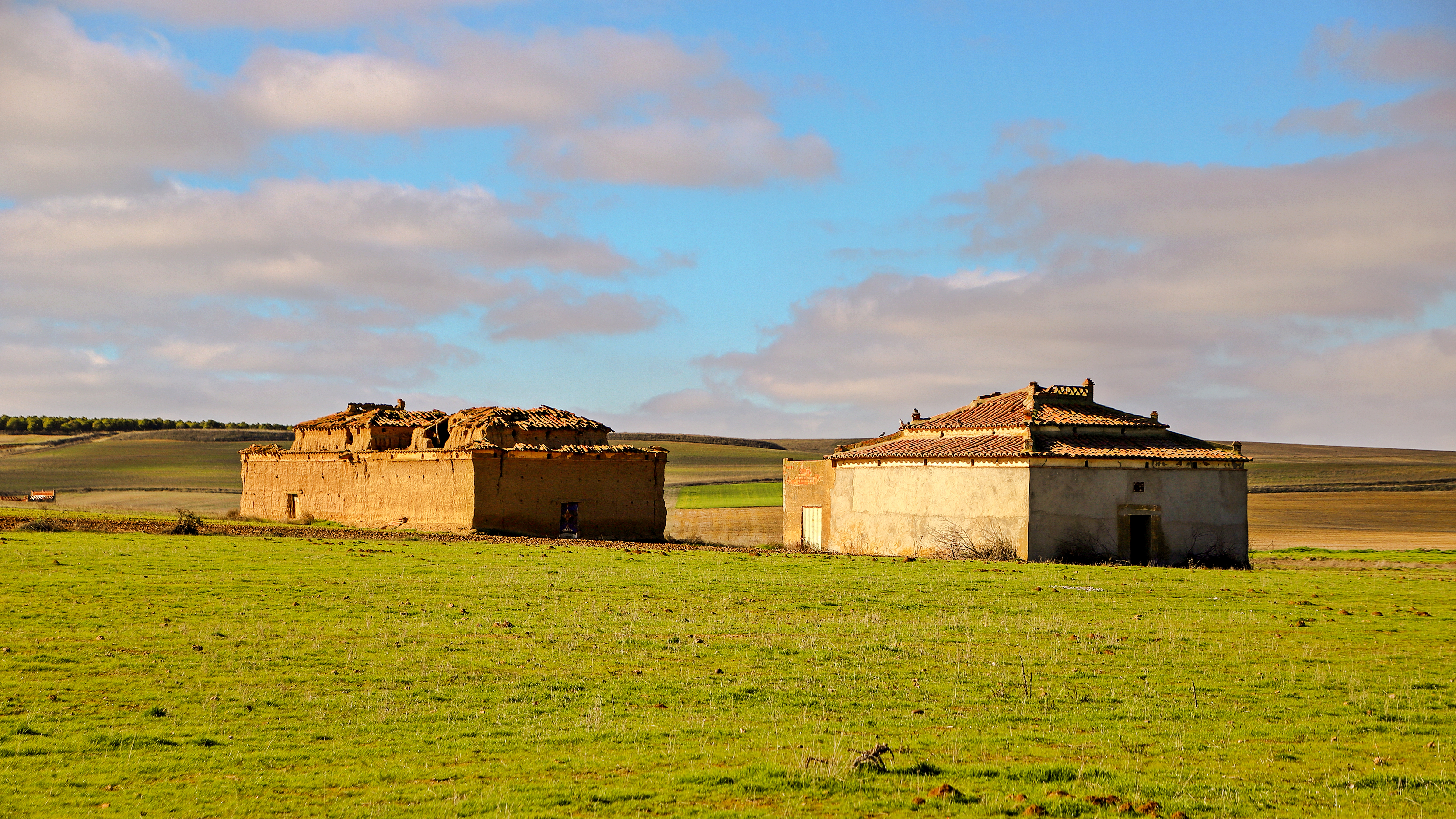
Palomares.

## Geografía humana

### Demografía
Cuenta con una población de 361 habitantes (INE 2024).
| Gráfica de evolución demográfica de Fuentes de Ropel entre 1842 y 2021                                                |
| |
| Población de derecho según los censos de población del INE. Población de hecho según los censos de población del INE. |

## Patrimonio
De la época de fundación de Fuentes de Ropel merece ser destacada la iglesia de Santa María de Arbas, cuya construcción se inició a finales del siglo XII, con sobrios muros y una imponente torre. Por su época de construcción mezcla elementos de un románico tardío con un incipiente gótico, en una mezcla de la que sólo una parte ha llegado hasta la actualidad. De esta misma época es la parroquia de San Pedro. En dicho templo, y en época relativamente reciente se ha descubierto un artesonado, posiblemente del siglo XV. Este se encuentra oculto por la construcción actual. Actualmente la iglesia que se encuentra activa es la de San Pedro, mientras que la de Santa María se halla en ruinas. Entre las plazas de la localidad cabe destacar la de Alfonso XIII, en el centro del pueblo. 

## Servicios
Cuenta además con una escuela de infantil y primaria, una guardería, un ambulatorio, un salón de actos, una farmacia, un restaurante y una residencia de día para ancianos.

## Fiestas
Las fiestas principales son las de El Cristo de las Indias (el tercer domingo de septiembre), San Blas (3 de febrero) y la festividad de la virgen de Cantimbriana (30 de mayo). La más importante de ellas es la popularmente conocida como "El Cristo". La Cantimbriana está basada en una procesión desde la iglesia de San Pedro hasta el río, donde se lleva la virgen de la Cantimbriana y una vez allí se celebra una misa al aire libre. También es muy popular la festividad de San Blas, también conocida popularmente como "los quintos" en la que se realiza una carrera de cintas a caballo protagonizadas por los quintos del pueblo para después organizar grandes veladas de baile.